# Área de Judea y Samaria
El área de Judea y Samaria (en hebreo: אֵזוֹר יְהוּדָה וְשׁוֹמְרוֹן‎) (transliterado: Ezór Yehudá VeShomrón) es el nombre oficial dado por la Oficina Central de Estadísticas de Israel a la parte de Cisjordania administrada por Israel desde 1967 y no anexionada. No incluye por lo tanto a Jerusalén Este, incluida a efectos administrativos en el distrito de Jerusalén. Comprende las localidades judías situadas en esta región, llamadas también asentamientos israelíes, y la población israelí residente en el área C, definida en los Acuerdos de Oslo de 1995 y bajo control del gobierno de Israel.

## Descripción
Judea y Samaria son los nombres de las regiones históricas también conocidas como Cisjordania. Fueron administradas por Israel, con excepción de Jerusalén Este y de la zona fronteriza entre Israel y Jordania, desde la guerra de los Seis Días, hasta que Israel transfirió la seguridad y la responsabilidad civil de la población palestina a la Autoridad Nacional Palestina en virtud de los Acuerdos de Oslo II en 1995. 
En 2003 el Cuarteto para Oriente Medio, compuesto por los Estados Unidos, la Unión Europea, las Naciones Unidas y Rusia, presentaron una hoja de ruta hacia la paz que reafirmaba el establecimiento de un estado palestino en la región. Las organizaciones palestinas reclaman su soberanía desde 1967. La ONU, la Corte Internacional de Justicia, la Unión Europea, y organizaciones humanitarias como Amnistía Internacional, Human Rights Watch y B'Tselem los denominan «territorios ocupados», mientras que Israel lo considera «territorios en disputa». Se espera que su situación política definitiva sea resultante de acuerdos de paz entre Israel y la Autoridad Nacional Palestina.
En 2012, el ministro israelí Naftali Bennett, líder del partido La Casa Judía, propuso que se aplicara la ley civil israelí también a los asentamientos del Área, a saber el área C de Cisjordania, y ofrecerle a los árabes que allí habitan la ciudadanía israelí. El 4% de los árabes palestinos viven en la zona C y todos los israelíes de Judea y Samaria viven allí. Pero en mayo de 2012 los ministros israelíes, por influencia de Benjamín Netanyahu, rechazaron ese proyecto de ley, que habría implicado anexionar el Área de Judea y Samaria a Israel.
Tras las elecciones generales israelíes de 2019 y la constitución del nuevo gobierno de Benjamín Netanyahu tras un acuerdo con Benny Gantz, ambos reafirmaron su intención de extender la soberanía israelí a todo el Área de Judea y Samaria, a saber la totalidad de los asentamientos israelíes y el valle del río Jordán, lo que representaría la anexión a Israel de 30% del territorio palestino de Cisjordania.

## Características
El área de Judea y Samaria se suma a los 6 distritos de Israel. Fue creada con el propósito de ordenar la administración de los asentamientos israelíes fundados en Cisjordania, llamada Judea y Samaria en Israel. Es diferente de los otros distritos en que controla un territorio que no está sujeto a la ley israelí ordinaria. Está gobernada por la llamada Administración Civil, un cuerpo civil y militar compuesto de civiles, oficiales militares y soldados mandados por un general de división. La autoridad de la Administración Civil depende del mando central de las Fuerzas de Defensa de Israel (IDF).
El cuartel general de la policía del área de Judea y Samaria se encuentra en el corredor E1, a proximidad de Ma'ale Adumim.

## Subregiones administrativas
| Ciudades                                                                                          | Concejos locales | Concejos regionales |
| ------------------------------------------------------------------------------------------------- | --- | --- |
| - Ariel אריאל - Beitar Illit ביתר עילית - Ma'ale Adumim מעלה אדומים - Modi'in Illit מודיעין עילית | - Alfei Menashe אלפי מנשה - Beit Arieh בית אריה - Bet El בית אל - Efrat אפרת - Elkana אלקנה - Giv'at Ze'ev גבעת זאב - Har Adar הַר אֲדָר - Immanuel עִמָּנוּאֵל - Karnei Shomron קַרְנֵי שׁוֹמְרוֹן - Kedumim קְדוּמִים - Kiryat Arba קִרְיַת אַרְבַּע - Ma'ale Efraim מַעֲלֵה אֶפְרַיִם - Oranit אֳרָנִית | - Gush Etzion גוש עציון - Har Hebron הר חברון - Mateh Binyamin מטה בנימין - Meguilot מגילות - Samaria שומרון - Valle del Jordán עמק הירדן |